# بيتسي باكر نورث
بيتسي باكر نورث (بالهولندية: Betsy Bakker-Nort)‏ (و. 1874 – 1946 م) هي سياسية، وناشط في مجال حقوق المرأة، ومحامية، ومترجمة، ومحرِّرة  هولندية، ولدت في خَرُنِنغِن، كانت عضوةً في الرابطة الديمقراطية للتفكير الحر، توفيت في أُترِخت، عن عمر يناهز 72 عاماً.

## مناصب
تولت منصب عضو مجلس نواب هولندا ‏ 1922–1942
.